# 楊婉琳
楊婉琳（1997年8月15日—）為臺灣女子籃球運動員，現效力於電信女籃。楊婉琳曾練過田徑，就讀馬公高中二年級開始接受正式籃球訓練，高中畢業後留在澎湖半工半讀國立澎湖科技大學一年，白天工作、晚上讀書，有天接到高中教練的電話表示佛光大學有獨招，楊婉琳思考一周後隻身跨海前往臺灣本島追夢，2021年7月在WSBL選秀第二輪獲得電信女籃青睞。

## 外部連結
- 楊婉琳在Eurobasket.com（球員）（英语）